# Ruta Estatal de Nevada 121
La Ruta Estatal de Nevada 121, y abreviada SR 121 (en inglés: Nevada State Route 121) es una carretera estatal estadounidense ubicada en el estado de Nevada. La carretera inicia en el Sur desde la US 50     en Fallon hacia el Norte en la Settlement Road en Dixie. La carretera tiene una longitud de 43,4 km (26.951 mi).

## Mantenimiento
Al igual que las autopistas interestatales, y las rutas federales y el resto de carreteras estatales, la Ruta Estatal de Nevada 121 es administrada y mantenida por el Departamento de Transporte de Nevada por sus siglas en inglés Nevada DOT.